# Satelight
Satelight Inc. (jap. 株式会社サテライト Kabushiki-gaisha Sateraito) – japońskie studio anime, które działa jako część Sankyo Group, operatora pachinko.

## Historia
Studio powstało w grudniu 1995 r. w Sapporo, Hokkaido. Ich pierwszy projekt Bit the Cupid był pierwszą serią animowaną na świecie tworzoną w całości techniką animacji cyfrowej. Nazwa Satelight zawiera litery S od Sapporo, A od Animate, T od Technology oraz E for Entertainment. Prezesem jest Michiaki Satō. Dyrektorem wykonawczym jest ceniony twórca i reżyser anime Shōji Kawamori.
W 1996 roku następnym projektem studia była produkcja animacji CG dla grupy TAC – Ihatov Gensō ~ Kenji no haru. W 1998 r. utworzone studio produkcyjne w Suginami, Tokio. Studio w 2001 r. wyprodukowało swoją pierwszą serię telewizyjną Arjuna – córka Ziemi. W 2006 r. została przeniesiona siedziba główna z Sapporo do Tokio.

## Produkcje
2001
- Arjuna – córka Ziemi (jap. 地球少女アルジュナ)
- Geneshaft (jap. ジーンシャフト)

2002
- Macross Zero (jap. マクロスゼロ)
- Heat Guy J (jap. ヒートガイジェイ)
- Kandō kamishibai: yasashisa tayori (jap. 感動紙芝居 優しさ便り)

2005
- Noein: mō hitori no kimi e (jap. ノエイン もうひとりの君へ)
- Sōsei no Aquarion (jap. 創聖のアクエリオン Sōseinoakuerion)

2006
- BALDR FORCE EXE RESOLUTION
- Galaxy Angel Rune (jap. ギャラクシーエンジェる～ん Gyarakushīenjeru ~ n)
- Koisuru tenshi Angelique: Kokoro no mezameru toki (jap. 恋する天使アンジェリーク ～心のめざめる時～ Koisuru tenshi anjerīku ~ kokoro no mezameru toki ~)
- Glass no kantai (jap. ガラスの艦隊 Garasu no kantai)
- Hellsing OVA (odcinki 1-4)

2007
- Shugo Chara! (jap. しゅごキャラ！ Shugokyara!)
- Gekijōban Aquarion (jap. 劇場版アクエリオン) (wersja kinowa powstała z połączenia Sōsei no Aquarion (2005) oraz Sōsei no Aquarion (2007))
- Shanhai dairyū (jap. 上海大竜) (część antologii Genius Party)
- Sōsei no Aquarion (jap. 創星のアクエリオン Sōseinoakuerion)
- Kamichama Karin (jap. かみちゃまかりん)
- Kiss Dum R: Engage Planet (jap. キスダムR -ENGAGE planet- キスダムR -ENGAGE planet-)
- Koisuru tenshi Angelique: Kagayaki no ashita (jap. 恋する天使アンジェリーク ～かがやきの明日～ koisuru tenshi anjerīku ~ kagayaki no ashita ~)

2008
- Shugo Chara!! Doki (jap. しゅごキャラ！！ どきっ Shugokyara!! Doki)
- Hokuto no kobushi Raō gaiden: Ten no haō (jap. 北斗の拳 ラオウ外伝 天の覇王)
- Macross Frontier (jap. マクロスF（フロンティア） Makurosu F (Furontia))

2009
- Gekijōban Macross F: Itsuwari no utahime (jap. 劇場版マクロスF～イツワリノウタヒメ～ Gekijōban makurosuefu ~ itsuwari no utahime ~)
- Kiddy Girl-And (jap. キディ・ガーランド Kidi gārando)
- Anyamaru Tantei Kirumin Zoo (jap. あにゃまる探偵キルミンずぅ Anyamarutanteikiruminzu~u)
- Shugo Chara! Party! (jap. しゅごキャラ！ パーティー！ shugokyara! Pātī!)
- Guin Saga (jap. グイン・サーガ Guin sāga)
- Basquash! (jap. バスカッシュ！ basukasshu!)

2011
- Ikoku meiro no Croisée (jap. 異国迷路のクロワーゼ Ikoku meiro no kurowāze)
- Air Gear: Kuro no hane to nemuri no mori -Break on the sky- (jap. エア・ギア 黒の羽と眠りの森 -Break on the sky- Ea Gia kuro no hane to nemurinomori -Break on the sky-)
- Gekijōban Macross F: Sayonara no tsubasa (jap. 劇場版マクロスF ～サヨナラノツバサ～ Gekijō-ban makurosuefu ~ sayonaranotsubasa ~)

2012
- Total Eclipse (jap. トータル・イクリプス Tōtaru ikuripusu)
- AKB0048
- Aquarion Evol (jap. アクエリオンEVOL Akuerion EVOL)
- Mōretsu uchū kaizoku (jap. モーレツ宇宙海賊)
- Senhime zesshō Symphogear (jap. 戦姫絶唱シンフォギア Senhime zesshō shinfogia)

2013
- Log Horizon (jap. ログ・ホライズン Rogu horaizun)
- White Album 2
- Senhime zesshō Symphogear G (jap. 戦姫絶唱シンフォギアG Senhime zesshō shinfogia G)
- Arata Kangatari (jap. アラタカンガタリ～革神語～ Aratakangatari ~ aratakangatari ~)
- AKB0048 next stage

2014
- Mahi no ō to senhime (jap. 魔弾の王と戦姫)
- Gekijōban mōretsu uchū kaizoku (jap. 劇場版モーレツ宇宙海賊)
- M3: Sono kuroki hagane (jap. M3 ～ソノ黑キ鋼～)
- Nobunaga the Fool (jap. ノブナガ・ザ・フール Nobunaga za fūru)

2015
- Senhime zesshō Symphogear GX (jap. 戦姫絶唱シンフォギアＧＸ Senhime zesshō shinfogia GX)
- Aquarion Logos (jap. アクエリオンロゴス Akuerionrogosu)
- Nagato Yuki-chan no shōshitsu (jap. 長門有希ちゃんの消失)

2016
- Nanbaka (jap. ナンバカ)
- Scared Rider Xechs (jap. スカーレッドライダーゼクス sukāreddoraidāzekusu)
- Ragnastrike Angels (jap. ラグナストライクエンジェルズ ragunasutoraikuenjeruzu)
- Macross Delta (jap. マクロスΔ Macross Δ)
- Momokuri (jap. ももくり)

2017
- Senhime zesshō Symphogear AXZ (jap. 戦姫絶唱シンフォギアAXZ Senhime zesshō shinfogia AXZ)
- Shūmatsu nani shitemasu ka? Isogashii desu ka? Sukutte moratte ii desu ka? (jap. 終末なにしてますか？忙しいですか？救ってもらっていいですか？)

2018
- Kasanegamiki Pandora (jap. 重神機パンドーラ Kasanegamiki pandōra)
- Caligula (jap. Caligula カリギュラ)
- Gekijōban Macross Delta: Gekijō no warukyūre (jap. 劇場版マクロスΔ 激情のワルキューレ Gekijōban makurosu D gekijō no warukyūre)
- Hakata Tonkotsu Ramens (jap. 博多豚骨ラーメンズ Hakata tonkotsu rāmenzu)

2019
- Dan × bado (jap. ダン×バド dan × bado)
- CANNON BUSTERS
- Senhime zesshō Symphogear XV (jap. 戦姫絶唱シンフォギアXV Senhime zesshō shinfogia XV)
- Gekijōban dare ga tame no Alchemist (jap. 劇場版 誰ガ為のアルケミスト gekijōban dare ga tame no arukemisuto)
- Girly Air Force (jap. ガーリー・エアフォース gārī eafōsu)

2020
- Somali i Strażnik Lasu (jap. ソマリと森の神様 Somari to mori no kami-sama)